# Winterborn (Pfalz)
Winterborn ist die am weitesten nördlich liegende Ortsgemeinde innerhalb des Donnersbergkreises in Rheinland-Pfalz. Sie gehört der Verbandsgemeinde Nordpfälzer Land an, die ihren Verwaltungssitz in der Gemeinde Rockenhausen und eine zusätzliche Verwaltungsstelle in Alsenz hat.

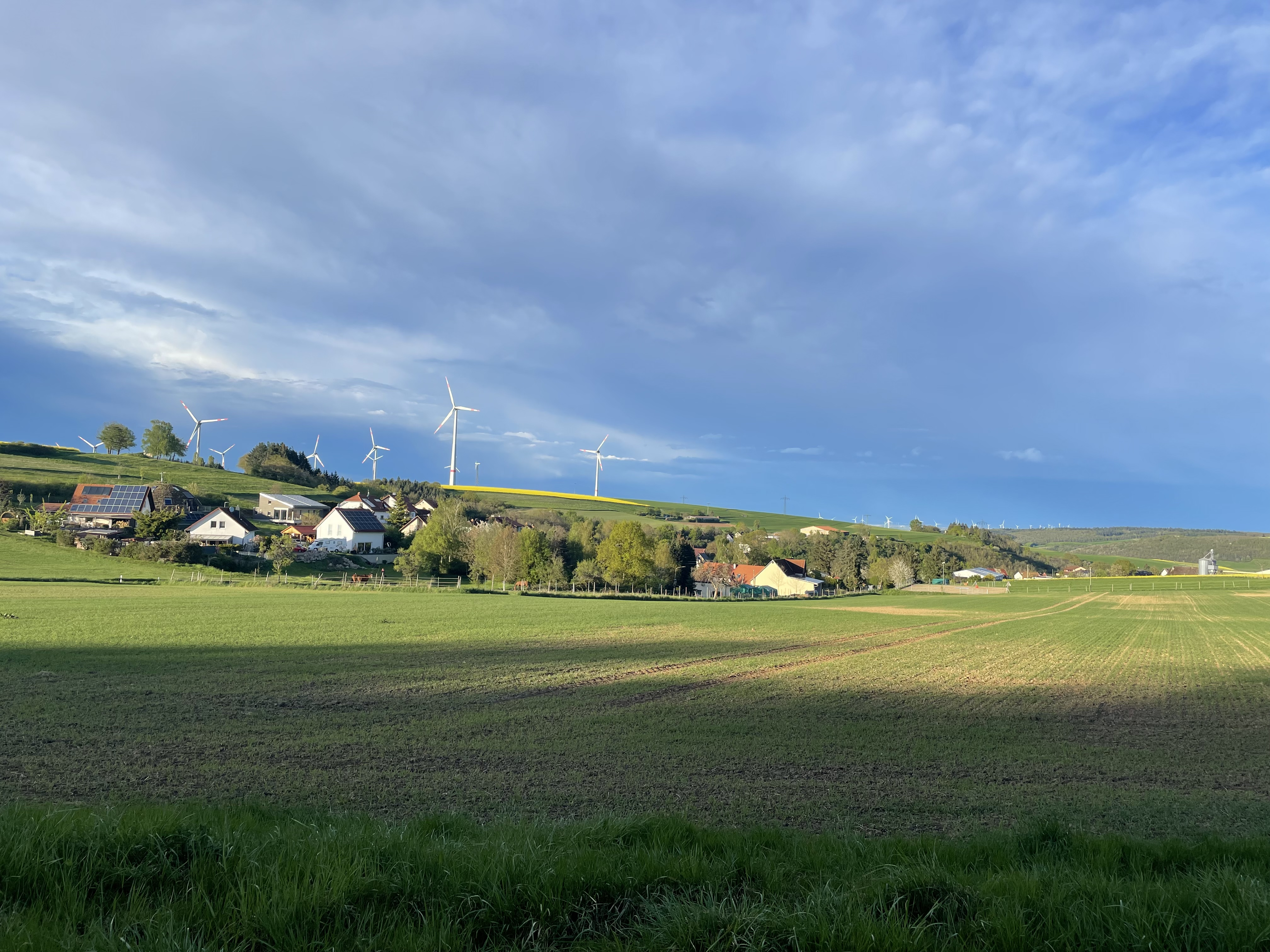
Winterborn von Westen

## Geographie

### Lage
Winterborn liegt in der zum Nordpfälzer Bergland gehörenden Rheinhessischen Schweiz. Nördlich erstreckt sich bereits der Landkreis Bad Kreuznach. Nachbargemeinden sind – im Uhrzeigersinn – Hochstätten, Fürfeld Niederhausen an der Appel, Münsterappel, Kalkofen und Alsenz. Zu Winterborn gehört zusätzlich der Wohnplatz Waldhof.

### Gewässer
Am östlichen Siedlungsrand entspringt der Feilerbach, der jenseits des Gemeindegebiets in den Appelbach mündet. Im Norden der Gemeindegemarkung entspringt der nach Westen fließende Leischbach, der teilweise die Gemeindegrenze zu Hochstätten bildet und später in die Alsenz fließt.

## Geschichte
Winterborn existiert seit dem zehnten Jahrhundert. In einer Urkunde aus dem 13. Jahrhundert wurde es Winterbur genannt. Während der Phase der Stammesherzogtümer gehörte der Ort zum Herzogtum Franken. Später gehörte der Ort bis Ende des 18. Jahrhunderts zu Nassau-Weilburg und unterstand dort der Herrschaft Kirchheim und Stauf sowie dem Amt Alsenz.
Von 1798 bis 1814, als die Pfalz Teil der Französischen Republik (bis 1804) und anschließend Teil des Napoleonischen Kaiserreichs war, war die Gemeinde in den Kanton Obermoschel eingegliedert und unterstand der Mairie Niederhausen. 1815 hatte der Ort 217 Einwohner. Im selben Jahr gehörte der Ort zunächst zu Österreich. Ein Jahr später wurde er Bayern zugeschlagen. Von 1818 bis 1862 war Winterborn Bestandteil des Landkommissariat Kirchheim, das anschließend in ein Bezirksamt umgewandelt wurde.
Am 1. Dezember 1900 wechselte die Gemeinde in das neu geschaffene Bezirksamt Rockenhausen. Ab 1939 war der Ort Bestandteil des Landkreises Rockenhausen. Nach dem Zweiten Weltkrieg wurde Winterborn innerhalb der französischen Besatzungszone Teil des damals neu gebildeten Landes Rheinland-Pfalz. 1961 hatte die Gemeinde insgesamt 233 Einwohner. Im Zuge der ersten rheinland-pfälzischen Verwaltungsreform wechselte die Gemeinde in den neu geschaffenen Donnersbergkreis. 1972 wurde sie der neu gebildeten Verbandsgemeinde Alsenz-Obermoschel zugeschlagen. Seit 2020 ist Winterborn Bestandteil der Verbandsgemeinde Nordpfälzer Land.

## Religion
Die Protestanten gehören zur Evangelischen Kirche der Pfalz und sind nach St. Alban eingepfarrt.
Die im Ort lebenden Juden wurden in Münsterappel begraben.

## Politik

### Gemeinderat
Der Gemeinderat in Winterborn besteht aus sechs Ratsmitgliedern, die bei der Kommunalwahl am 9. Juni 2024 in einer Mehrheitswahl gewählt wurden, und dem ehrenamtlichen Ortsbürgermeister als Vorsitzendem.

### Ortsbürgermeister
Thomas Häffner wurde am 2. Juli 2024 Ortsbürgermeister von Winterborn. Bei der Direktwahl am 9. Juni 2024 war er als einziger Bewerber mit einem Stimmenanteil von 82,4 % für fünf Jahre gewählt worden.
Häffners Vorgänger Ingo Klein hatte das Amt am 14. Februar 2022 übernommen. Da für eine am 6. März 2022 vorgesehene Direktwahl kein Wahlvorschlag eingereicht wurde, oblag die Neuwahl dem damaligen Rat, der sich einstimmig für Klein entschied. Anfang November 2023 musste Klein das Amt aber bereits wieder niederlegen, da er aus der Gemeinde verzog. Die Amtsgeschäfte übernahm der Erste Beigeordnete Thomas Häffner. Da einerseits die Kommunalaufsicht eine Neuwahl gemäß den gesetzlichen Vorgaben forderte, andererseits der Gemeinderat eine Neuwahl vor dem sowieso anstehenden regulären Termin im Juni 2024 wegen der Kosten ablehnte, wurde als Kompromiss der Büroleiter der Verbandsgemeinde Nordpfälzer Land, Hans Feld, als Beauftragter eingesetzt, der die Amtsgeschäfte mit den Beigeordneten der Gemeinde in den verbliebenen Monaten abwickelte.
Kleins Vorgänger Thomas Mettel hatte das Amt seit März 2011 ausgeübt, legte es jedoch zum 31. Dezember 2021 aus gesundheitlichen Gründen nieder.

### Wappen
| Wappen von Winterborn | Blasonierung: „Gespalten von Blau und Rot; rechts ein goldener Löwe, gold gekrönt, rot bezungt und rot bewehrt, links ein goldener Krummstab belegt mit einem silbernen Schild, darin ein rotes wachsendes Einhorn.“ |
| Wappen von Winterborn | |

## Kulturdenkmäler
Das Anwesen Steinstraße 1/3 ist als Denkmalzone ausgewiesen. Hinzu kommen insgesamt drei Einzelobjekte, die unter Denkmalschutz stehen.

## Wirtschaft und Infrastruktur

### Wirtschaft
Der im Zeitraum von 1999 bis 2016 errichtete Windpark Fürfeld-Winterborn befindet sich teilweise auf der Gemeindegemarkung.

### Verkehr
Durch den Ort führt die Landesstraße 403. Über die A 63 im Südosten und die A 61 im Nordosten besteht Anschluss an den Fernverkehr. Die Gemeinde ist über die von Behles Bus betriebene Buslinie 914, die in südlicher Richtung nach Rockenhausen und in nördlicher Richtung bis nach Alsenz verläuft, an das Nahverkehrsnetz angebunden.

### Tourismus
Durch das Gemeindegebiet führt der mit einem roten Balken markierte Fernwanderweg Donnersberg–Donon.

## Söhne und Töchter der Gemeinde
- Josef Brunck (1787–1848), Politiker, Mitglied des Vorparlaments
- Peter Brunck (1792–1845), Politiker
- Friedrich Karl Brunck (1800–1871), Politiker
- Ulrich Brunck (1833–1906), Politiker (NLP)
- Heinrich von Brunck (1847–1911), Chemiker